# Jorge Aguirre de Céspedes
Jorge Aguirre de Céspedes (nascut el 13 de juliol de 2001) és un futbolista professional navarrès que juga com a davanter al Gil Vicente FC.

## Carrera esportiva
Nascut a Lesaka, Navarra, Aguirre es va incorporar al planter de la Reial Societat el 2016, procedent del Beti Gazte KJKE. Va fer el seu debut sènior amb l'equip C el 25 d'agost de 2018, com a titular, en una victòria fora de casa per 2-0 a Tercera Divisió contra la SD San Pedro.
Aguirre va marcar el seu primer gol sènior el 2 de setembre de 2018, marcant el cinquè del seu equip en una victòria per 6-0 a casa contra el Zamudio SD. Va aparèixer per primera vegada amb el filial l'1 de novembre de 2020; després d'entrar com a substitut per Daniel Garrido, i va marcar el tercer gol de l'equip en la victòria a casa per 3-0 sobre el CD Laredo, després de només 46 segons al camp.
Aguirre va fer el seu debut professional amb l'equip B el 31 de desembre de 2021, substituint Luca Sangalli al final de la derrota per 2-3 contra la SD Eibar al campionat de Segona Divisió. El 20 de gener següent, va ser cedit al CD Mirandés de segona divisió per a la resta de la temporada.
El 19 de juny de 2023, Aguirre va signar un contracte d'un any amb un altre equip filial, el CA Osasuna B a la Primera Federació.
El 3 de juliol de 2024, Aguirre va signar un contracte de tres anys amb el club portuguès de la Primeira Liga Gil Vicente FC.